# Skadi Walter
Skadi Walter (Halle an der Saale, 18 april 1964 – 23 september 2023) was een schaatsster uit Oost-Duitsland. Ze vertegenwoordigde haar vaderland op de Olympische Winterspelen 1984 in Sarajevo.
Skadi is de moeder van shorttrackster Bianca Walter.

## Resultaten

### Olympische Spelen
| Jaar | Plaats   | Resultaten   |
| ---- | -------- | ------------ |
| 1984 | Sarajevo | 5e 500 meter |

### Wereldkampioenschappen
| Jaar        | Plaats     | Resultaten |
| ----------- | ---------- | ---------- |
| 1981 Sprint | Grenoble   | 8e Sprint  |
| 1982 Sprint | Alkmaar    | 7e Sprint  |
| 1983 Sprint | Helsinki   | 5e Sprint  |
| 1984 Sprint | Trondheim  | 7e Sprint  |
| 1985 Sprint | Heerenveen | 6e Sprint  |

### Wereldkampioenschappen junioren
| Jaar          | Plaats    | Resultaten  |
| ------------- | --------- | ----------- |
| 1981 Allround | Elverum   | 7e Allround |
| 1982 Allround | Innsbruck | 4e Allround |

### Duitse kampioenschappen
| Seizoen | 500 m  | 1000 m | Sprint |
| ------- | ------ | ------ | ------ |
| 1979    | 14e    | 14e    | -      |
| 1980    | 4e     | 16e    | -      |
| 1981    | -      | -      | 4e     |
| 1982    | -      | -      | Zilver |
| 1983    | Zilver | 8e     | 4e     |
| 1984    | -      | -      | Brons  |
| 1985    | 4e     | 6e     | -      |

## Persoonlijke records
| Afstand    | Tijd    | Datum           | Baan     |
| ---------- | ------- | --------------- | -------- |
| 500 meter  | 40,78   | 25 maart 1983   | Alma-Ata |
| 1000 meter | 1.21,52 | 22 maart 1985   | Alma-Ata |
| 1500 meter | 2.13,80 | 24 januari 1981 | Davos    |
| 3000 meter | 4.48,30 | 24 januari 1981 | Davos    |